# New Warriors (pilotní díl)
Marvel's New Warriors, či zkráceně New Warriors, je neodvysílaný pilotní díl amerického televizního seriálu od Kevina Biegela, založený na stejnojmenném týmu Marvel Comics. Díl je umístěn v Marvel Cinematic Universe (MCU) a sdílí kontinuitu s filmy a seriály MCU. Byl produkován společností Marvel Television ve spolupráci s firmou ABC Signature Studios, přičemž showrunnerem se stal Kevin Biegel.
V hlavní rolích se objevili Milana Vayntrub jako Doreen Green / Squirrel Girl a Derek Theler jako Craig Hollis / Mister Immortal, kteří spolu s Jeremym Tardym, Calum Worthyovou, Matthewem Moyem a Kate Comerovou tvoří New Warriors. 
Premiéra seriálu byla plánována na rok 2018, přičemž první řada měla čítat deset dílů. Původní premiéra měla proběhnout na stanici Freeform, nicméně ta v listopadu 2017 od vysílání opustila. Pro seriál se tak hledala nová televizní stanice. V září 2019 byl však seriál oficiálně zrušen.

## Synopse
Šest mladých lidí se supersílou a schopnostmi, které se velmi liší od Avengers, se snaží udělat pro svět něco dobrého, i když nejsou připraveni stát se hrdiny.

## Obsazení

### Hlavní role
- Milana Vayntrub jako Doreen Green / Squirrel Girl: tvrdá a optimistická fanynka, která je přirozeným vůdcem a má akrobatické schopnosti a supersílu. Dokáže se pohybovat, komunikovat a bojovat jako veverka a má veverčího pomocníka Tippy-Toe.[6][7][8]
- Derek Theler jako Craig Hollis / Mister Immortal: nevrlý a namyšlený člen New Warriors, který osobě tvrdí, že je nesmrtelný.[7][8]
- Jeremy Tardy jako Dwayne Taylor / Night Thrasher: místní YouTube celebrita bez superschopností. Taylorovi rodiče zemřeli, když byl malý, a zanechali po sobě majetek.[7][8]
- Calum Worthy jako Robbie Baldwin / Speedball: nezralý a impulzivní člověk, který dokáže házet kinetické koule plné energie i přesto, že postrádá dobrou mušku.[7][8]
- Matthew Moy jako Zach Smith / Microbe: plachý hypochondr, jež dokáže mluvit s bakteriemi a hledá skupinu lidí, se kterou by si vyrazil.[7][9][8]
- Kate Comer jako Deborah Fields / Debrii: je podvodnice a lesba ovládající telekinezi, která přišla o příbuzného kvůli akcím ostatní superhrdinů.[7][8]

### Vedlejší role
- Keith David jako Ernest Vigman: zaměstnanec města.[10]

## Produkce

### Vývoj
Koncem roku 2016 začaly studia Marvel Television a ABC Studios produkovat několikadílný půlhodinový komediální seriál založený na superhrdinském týmu New Warriors se Squirrel Girl, přičemž ten byl nabízen kabelovým a streamovacím sítím. V dubnu 2017 objednala stanice Freeform seriál Marvel's New Warriors s tím, že se bude jednat o první seriál Marvelu natočený způsobem single-camera a délka jednoho dílu bude dosahovat půl hodiny. Kevin Biegel, který se díky Marvel Television připojil k projektu dávno předtím, než byl seriál objednán stanicí Freeform, byl blíže k dohodě o postu scenáristy a showrunnera. Výkonní viceprezidenti studia Marvel Television Jeph Loeb a Jim Chory spolupracují na seriálu jako výkonní producenti.
Karey Burkeová, výkonná viceprezidentka pro plán a vývoj stanice Freeform, uvedla, že měla zájem pracovat na Squirrel Girl dávno předtím, než se Marvel rozhodl s projektem posunout kupředu a než Freeform objednal svůj vlastní Marvel seriál Marvel's Cloak & Dagger. Burkeová také cítila, že Freeform je nejlepší stanicí pro New Warriors: „Marvel viděl naše spojení s dospívající mládeží a společně jsme se rozhodli vytvořit obsah pro toto mladé publikum... Bylo pro nás důležité najít ty správné postavy, které by s publikem cítily a hovořily...“ V červenci 2017 bylo oznámeno, že se showrunnerem stal Kevin Biegel. Produkce pilotního dílu probíhala v listopadu téhož roku. Členem scenáristického týmu byl například Demi Adejuyigbe.

### Casting
Začátek castingu měl začít hned po oznámení seriálu v dubnu 2017. Burkeová poznamenala, že s herečkami Annou Kendrickovou a Shannou Purserovou, které měli zájem o to hrát Squirrel Girl, diskutovala. Dodala, že stanice za svojí existenci „dala vzniku mnoha hvězdám“, nicméně tato postava ji postavila do nevídané pozice: „Postava má hodně zajímavých vlastností. Zajímá mě, zdali se na její ztvárnění obě herečky cítí.“ Kendricková nakonec odešla a dodala, že o roli neměla skutečný zájem. V červenci 2017 byla do role zvažována také Mae Whitmanová, která o ni měla zájem, nakonec ji však nemohla přijmout kvůli obsazení v seriálu Good Girls. Na začátku července bylo oznámeno hlavní obsazení seriálu: Milana Vayntrub jako Doreen Green / Squirrel Girl, Derek Theler jako Craig Hollis / Mister Immortal, Jeremy Tardy jako Dwayne Taylor / Night Thrasher, Calum Worthy jako Robbie Baldwin / Speedball, Matthew Moy jako Zach Smith / Microbe a Kate Comer jako Deborah Fields / Debrii. Na konci července 2017 byl do vedlejší role Ernesta Vigmana obsazen Keith David. V červnu 2020 Biegel odhalil, že se v průběhu seriálu měl z Davida stát M.O.D.O.K.

## Zrušení
Od listopadu 2017 již seriál neměl oficiální premiéru na Freeformu. Pilot prý překonal očekávání a zájem o projekt mělo i vedení společnosti Disney. Nicméně Marvel chtěl premiéru stanovit na rok 2018, ale Freeform zjistil, že ve svém programovém rozvrhu nemá pro seriál místo a tak projekt vrátil Marvelu. Ten se snažil najít novou stanici vlastněnou Disneym pro premiéru v roce 2018 a zajištěním objednání dvou řad. Předpokládalo se, že produkce zbylých dílů první řady začne v lednu 2018. Nicméně byla pozdržena do doby, dokud se seriálu neujme nová televizní stanice.
V červnu 2018 Loeb uvedl, že Marvel stále hledá novou stanici. Diskutovalo se o možném přesunu na streamovací služby Disney+ a Hulu. Ani jedna z nich však neměla zájem o obnovení seriálu a výrobu první řady. V září 2019 byl tak seriál oficiálně zrušen.